# Jaskinia pod Limbą
Jaskinia pod Limbą (Dziura pod Limbami, Grota pod Limbami) – jaskinia w dolinie Jaworzynce w Tatrach Zachodnich. Wejście do niej znajduje się w żlebie Rynna opadającego spod Rówienek, na wysokości 1435 metrów n.p.m. Długość jaskini wynosi 20 metrów, a jej deniwelacja 2,50 metra.

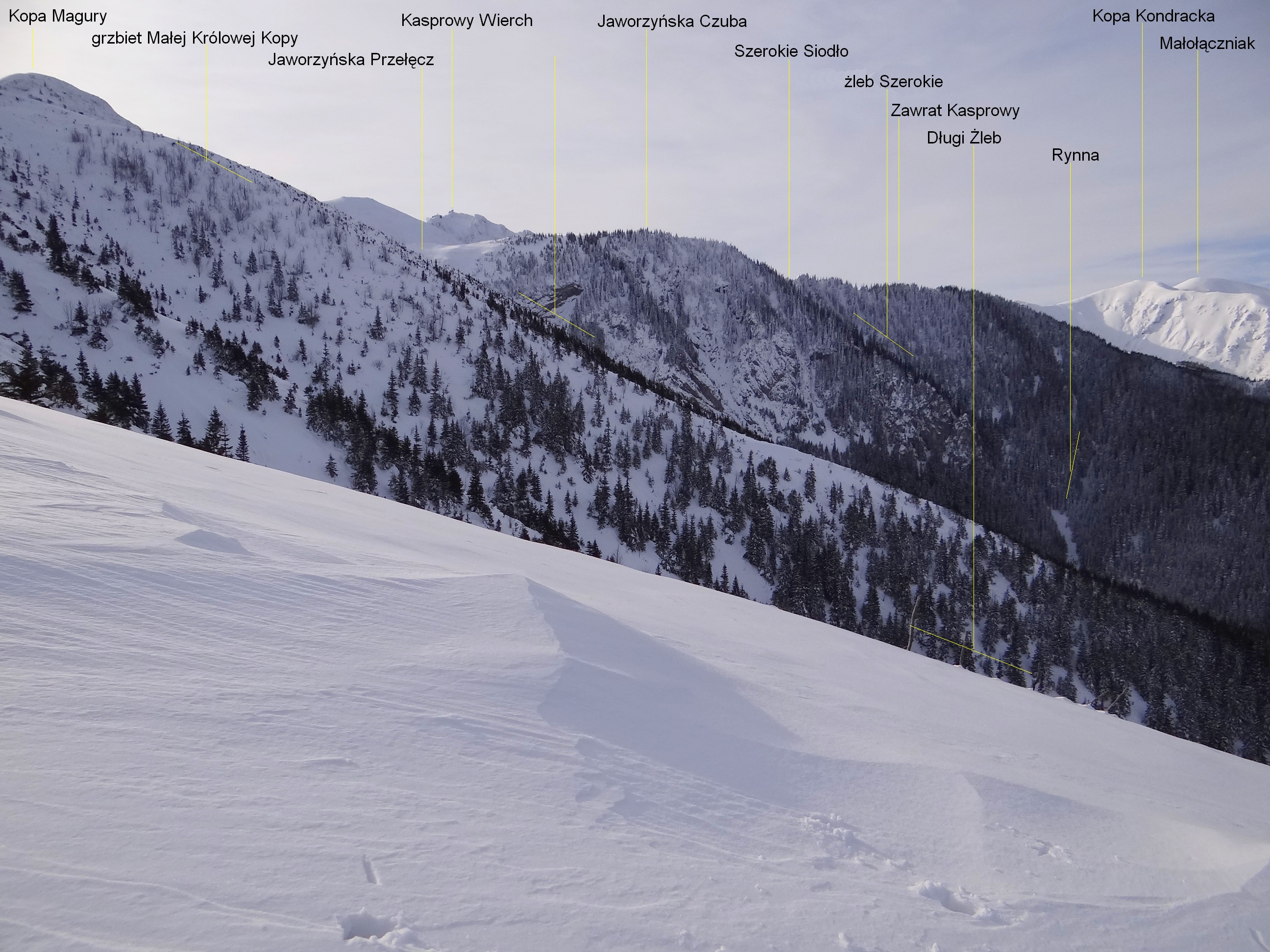
Po prawej żleb Rynna

## Opis jaskini
Obszerny otwór wejściowy prowadzi do szerokiego korytarza, którym dochodzi się do dużej komory. Stąd na prawo odchodzi korytarz zakończony syfonem.

## Przyroda
W jaskini występują nacieki grzybkowe i mleko wapienne.
Ściany jaskini są mokre. Rosną w niej mchy, wątrobowce i porosty.

## Historia odkryć
Jaskinię prawdopodobnie odkryli Stefan Zwoliński i J. Zahorski. Było to 23 października 1932 roku. W każdym razie S. Zwoliński opisał wtedy jako pierwszy jej położenie i naszkicował plan.
W latach 1932–1944 nieznane osoby próbowały przekopać syfon. Stefan Zwoliński napisał w 1932 roku: Przy niezbyt wielkim nakładzie pracy można by tę część odkopać i może dostać się do dalszych korytarzy”, a po pobycie w jaskini w 1944 roku zapisał: Ze zdziwieniem znalazłem tu ślady kopania w studni końcowej. Ktoś zadał tu sobie nawet sporo roboty, ale w ogóle to robota tu jest na większą skalę i bez robotników ani nie warto się nawet zabierać do kopania.